# Tamonea
Genre
Classification APG III (2009)
Synonymes
- Ghinia Schreb.[2]

Tamonea est un genre de plantes néotropicales de la famille des Verbenaceae comportant 11 espèces valides. L'espèce type est Tamonea spicata Aubl..

## Description
Le genre Tamonea regroupe des herbacées des sous-arbrisseaux à feuilles simples, opposées décussées, entières ou dentées-dentées. Les inflorescences sont des racèmes axillaires ou terminaux avec des bractées peu apparentes. Les fleurs sont pédicellées ou sessiles, bisexuées, et plus ou moins zygomorphes. Le calice est tubulaire-campanulé, à 5 dents. La corolle est bleue, violette ou blanche, en entonnoir ou en plateau, avec un tube droit, et un limbe à (4-)5 lobes inégaux. On compte 4 étamines, didynames, insérées vers le milieu du tube de la corolle, incluses, les 2 étamines supérieures portant un épaississement glandulaire. Les anthères sont ovoïdes et dorsifixes. L'ovaire comporte 4 loges, chaque loge contenant 1 unique ovule. Le style porte un stigmate oblique et oblong. Le fruit est une drupe entourée du calice accrescent, cyathiforme, à l'exocarpe mince, charnu et l'endocarpe dur.

## Répartition
Le genre Tamonea est présent de l'Amérique centrale au nord de l'Amérique du Sud.

## Histoire naturelle
En 1775, le botaniste Aublet propose la diagnose suivante : 
« TAMONEA. (Tabula 268.)

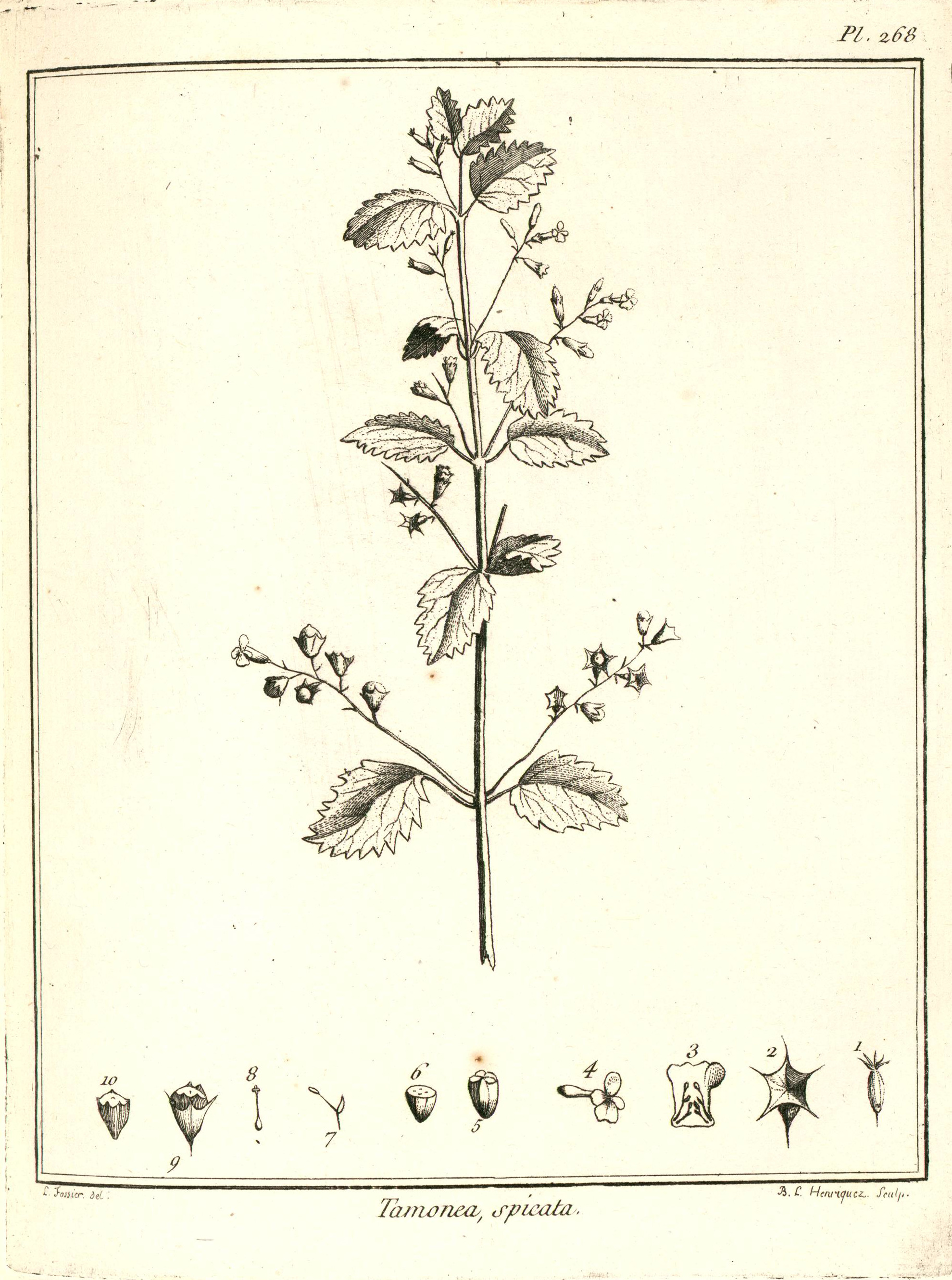
Tamonea spicata par Aublet (1775) Planche 334 fig. 1.
1. Bouton de fleur. - 2. Calice. - 3. Corolle ouverte. Étamines. - 4. Corolle. - 5. Noyau de la Baie. - 6. Noyau coupe en travers. - 7. Étamine ſéparée. - 8. Ovaire. Style. Stigmate. - 9. Baie dans le calice. - 10. Baie ſéparée du calice.

CAL. Perianthium monophyllum, tubuloſum, ore expanſo, quinquefido, laciniis anguſtis, acutis. 
COR. monopetala, ringens ; tubus longus, bilabiatus, labio ſuperiore, concavo, integro, ſubrotundo ; labio inferiori, tripartite ; lobis latéralibus ſubrotundis, parvis, intermedio latiori, deflexo, emarginato. 
STAM. Filamenta quatuor, versus medium ſquamulam emittentia, duo longiora, duo breviora. Antheræs oblongæ, fertiles in filamentis longioribus, in minoribus ſteriles. 
PIST. Germen ſubrotundum. Stylus longus. Stigma quadri vei quinque-partitum. 
PER. Bacca, calice veſtita, unilocularis, nueleo lignoſo, quadri vel quinque-loculari. 

SEM. quatuor vel quinque folitaria, in quolibet loculo. »

## Liste d'espèces
Selon The Plant List :

### Espèces valides
- Tamonea androsaemifolia (Griseb.) (Griseb.) Jenn.
- Tamonea boxiana (Moldenke) (Moldenke) R.A.Howard
- Tamonea cubensis (C. (C. Wright ex Griseb.) Krasser
- Tamonea curassavica (L.) (L.) Pers.
- Tamonea euphrasiifolia B.L.Rob. B.L.Rob.
- Tamonea humilis (Cogn.) (Cogn.) Krasser
- Tamonea juncea Schauer Schauer
- Tamonea spicata Aubl. Aubl.
- Tamonea subbiflora Urb. Urb. & Ekman
- Tamonea theaezans (Bonpl.) (Bonpl.) Kuntze
- Tamonea wrightii (Griseb.) (Griseb.) Jenn.

### Taxons non résolus
- Tamonea albicans Krasser Krasser
- Tamonea albicans Kuntze Kuntze
- Tamonea andina Krasser Krasser
- Tamonea andina Kuntze Kuntze
- Tamonea argyrophylla Krasser Krasser
- Tamonea argyrophylla Kuntze Kuntze
- Tamonea atrata Krasser Krasser
- Tamonea atrata Kuntze Kuntze
- Tamonea aureoides Krasser Krasser
- Tamonea ceramicarpa Krasser Krasser
- Tamonea ciliata Krasser Krasser
- Tamonea ciliata Kuntze Kuntze
- Tamonea deliculata Jenn. Jenn.
- Tamonea epiphytica Krasser Krasser
- Tamonea epiphytica Kuntze Kuntze
- Tamonea fothergilla O.F.Cook O.F.Cook & G.N.Collins
- Tamonea fulva Krasser Krasser
- Tamonea fulva Kuntze Kuntze
- Tamonea holosericea Krasser Krasser
- Tamonea holosericea Kuntze Kuntze
- Tamonea ibaguensis Krasser Krasser
- Tamonea ibaguensis Kuntze Kuntze
- Tamonea impetiolaris O.F.Cook O.F.Cook & G.N.Collins
- Tamonea jucunda Krasser Krasser
- Tamonea laevigata Krasser Krasser
- Tamonea laevigata Kuntze Kuntze
- Tamonea lasiopetala DC. DC. ex Triana
- Tamonea ligustroides Krasser Krasser
- Tamonea ligustroides Kuntze Kuntze
- Tamonea longifolia Krasser Krasser
- Tamonea longifolia Kuntze Kuntze
- Tamonea macrophylla Kuntze Kuntze
- Tamonea magnifica Voss Voss
- Tamonea media Krasser Krasser
- Tamonea minutiflora Krasser Krasser
- Tamonea minutiflora Kuntze Kuntze
- Tamonea nervosa Krasser Krasser
- Tamonea nervosa Kuntze Kuntze
- Tamonea praecox Jenn. Jenn.
- Tamonea prasina Krasser Krasser
- Tamonea prasina Kuntze Kuntze
- Tamonea racemosa O.F.Cook O.F.Cook & G.N.Collins
- Tamonea reclinata Krasser Krasser
- Tamonea rubiginosa Krasser Krasser
- Tamonea rubiginosa Kuntze Kuntze
- Tamonea speciosa Krasser Krasser
- Tamonea speciosa Kuntze Kuntze
- Tamonea stenostachya Krasser Krasser
- Tamonea stenostachya Kuntze Kuntze
- Tamonea thomasiana O.F.Cook O.F.Cook & G.N.Collins
- Tamonea tomentosa Kuntze Kuntze